# ありがとう (石坂智子の曲)
「ありがとう」は1980年6月21日に東芝EMI（現：ユニバーサルミュージックLLC）から発売された歌手、石坂智子のデビュー曲である。

## 楽曲概要
- 石坂智子がデビューするきっかけになったオーディション「東芝EMI'79歌謡タレント・スカウト・キャラバン」大会で第一回目の優勝者となって東芝EMIから発売されたシングル楽曲である。
- テレビドラマ「ただいま放課後」の主題歌にもなった。
- オリコンウイークリーTOP100の順位で最高位40位、売り上げ枚数は約12万枚であった。[1]

## 楽曲内容
- A面：ありがとう（TP-17004）
- B面：未来なんかいらない
  - 全作詞・全作曲：伊藤薫、全編曲：大村雅朗[2]

## タイアップ
- フジテレビ系列「ただいま放課後」第１期　テレビドラマ主題歌